# Yen Sid
Yen Sid è un personaggio Disney comparso per la prima volta nel noto film di Walt Disney Fantasia. Si tratta di un grande stregone che compare nel noto pezzo L'apprendista stregone diretto da Leopold Stokowski. Il suo nome non è altro che "Disney" letto al contrario. Il personaggio è basato sullo stregone (dal nome sconosciuto) della ballata originale di Wolfgang Goethe da cui è stato poi tratto il pezzo eseguito in Fantasia.

## Biografia del personaggio
Yen Sid compare ne L'apprendista stregone nelle vesti di stregone potentissimo e maestro di Topolino. Dopo aver compiuto qualche magia, andò a riposare lasciando il suo cappello sul tavolo, ignaro che l'allievo aveva intenzione di rubarlo in modo da usarne i poteri per far svolgere a delle scope i lavori a lui assegnatigli.
In breve però la situazione sfuggì di mano all'allievo, e fu solo il tempestivo intervento del maestro ad impedire un disastro.

## Altri media

### Serie televisive
Nella serie televisiva House of Mouse - Il Topoclub (2001-2003), lo stregone è uno dei numerosi ospiti che vanno molte volte all'omonimo locale per vedere i numerosi cartoni trasmessi giornalmente.

### Videogiochi

#### La saga diEpic Mickey
Yen Sid compare anche in questo videogioco come l'autore del mondo di Oswald il coniglio, anche se alla fine quel mondo verrà scombussolato da Topolino che creerà così l'Ombra di Macchia Nera. Dopo aver risolto la situazione in quel mondo, Topolino ritorna nel laboratorio di Yen Sid e viene cacciato dallo stregone, anche se quest'ultimo gli darà la possibilità di vedere ancora una volta i risultati delle sue imprese.

#### La saga diKingdom Hearts
Yen Sid compare anche nella saga videoludica Kingdom Hearts, prodotta da Square Enix. In questa veste è caratterizzato come un personaggio più gentile e affabile della controparte cinematografica, in cui appariva invece come uno stregone burbero e altezzoso. Yen Sid fa almeno un'apparizione nei seguenti videogiochi della serie: Kingdom Hearts Unchained χ, Kingdom Hearts Birth by Sleep, Kingdom Hearts II, Kingdom Hearts Coded, Kingdom Hearts 3D: Dream Drop Distance, Kingdom Hearts 0.2 Birth by Sleep -A fragmentary passage-, Kingdom Hearts III e Kingdom Hearts Melody of Memory.

## Accoglienza

### Influenza culturale
Uno stregone di nome Yensid appare come personaggio nella saga di storie Disney italiane Wizards of Mickey pubblicate su Topolino, sebbene il suo aspetto non venga mai mostrato per intero. Inizialmente il personaggio era noto solo come Stregone Supremo, maestro di Macchia Nera e di Nereus (maestro di Topolino), il nome Yensid viene rivelato solo in Wizards of Mickey III - Il male antico, durante lo scontro dei protagonisti con la malvagia Gilda dei Diafani (che altro non sono che la personalità dello stesso Yensid diviso in più corpi) Alla fine gli Stregoni si riuniranno con l'aiuto della parte buona di Yensid, l'unica a non aver preso parte all'attacco contro Topolino e i suoi amici.